# Neuilly-en-Thelle
Neuilly-en-Thelle – miejscowość i gmina we Francji, w regionie Hauts-de-France, w departamencie Oise.
Według danych na rok 1990 gminę zamieszkiwały 2683 osoby, a gęstość zaludnienia wynosiła 171 osób/km² (wśród 2293 gmin Pikardii Neuilly-en-Thelle plasuje się na 89. miejscu pod względem liczby ludności, natomiast pod względem powierzchni na miejscu 176.).